# Torres Calcio Femminile
Associazione Sportiva Dilettantistica Torres Calcio Femminile (sædvanligvis omtalt som Torres eller Eurospin Torres af sponsorårsager, var et italiensk fodboldhold for kvinder, der var hjemmehørende i Sassari, Sardinien. Klubben blev etableret i 1980 og konkurrerede i kvindernes Serie A frem til 2015. Klubbens farver var blåt og rødt. Holdet vandt syv scudetti og otte Italian Women's Cup. De blev nægtet spillerlisens for 2015–16 sæsonen i Serie A på grund af for stor gæld.

## Hæder
Torres har vundet flest trofæer af alle italienske kvindefodboldklubber.

### Liga
- Serie A (niveau 1)
  - Vindere (7): 1993–94, 1999–00, 2000–01, 2009–10, 2010–11, 2011–12, 2012–13

- Serie B (level 2)
  - Vindere (1): 1989–90

### Pokalturneringer
- Coppa Italia
  - Vindere (8): 1990–91, 1994–95, 1999–00, 2000–01, 2003–04, 2004–05, 2007–08, 2010–11

- Supercoppa Italiana[2]
  - Vindere (7): 2000, 2004, 2009, 2010, 2011, 2012, 2013

- Italy Women's Cup
  - Vindere (2): 2004, 2008

## Truppen 2014–15
Den sidste trup, før holdet blev nedlagt, bestod af disse spillere: 
Oversigten er opdateret til og med 20. oktober 2014.
| Nr. | Land    | Position | Spiller                   |
| --- | ------- | -------- | ------------------------- |
| 2   | Italien | FO       | Claudia Carta             |
| 4   | Italien | MI       | Aurora Galli              |
| 5   | Italien | FO       | Elisabetta Tona (kaptajn) |
| 6   | Spanien | MI       | Joana Flaviano            |
| 7   | Italien | AN       | Giulia Domenichetti       |
| 8   | Italien | AN       | Sabrina Marchese          |
| 10  | Spanien | MI       | María Pérez Fernández     |
| 11  | Italien | AN       | Romina Pinna              |
| 12  | Italien | MM       | Mimma Fazio               |
| 13  | Italien | FO       | Elisa Bartoli             |

| Nr. | Land     | Position | Spiller            |
| --- | -------- | -------- | ------------------ |
| 17  | Italien  | FO       | Valentina Esposito |
| 18  | Italien  | MI       | Manuela Giugliano  |
| 19  | Spanien  | MI       | Paula Serrano      |
| 20  | Italien  | MI       | Valentina Maglia   |
| 21  | Italien  | FO       | Giorgia Motta      |
| 24  | Italien  | FO       | Eleonora Piacezzi  |
| 27  | Portugal | AN       | Mafalda            |
| 28  | Italien  | MM       | Emiliana Severino  |
| –   | Colombia | MI       | Yoreli Rincón      |